# Бакланово (Орловская область)
Бакла́ново — село в Орловской области России. Административный центр Спасского сельсовета Орловского района. В рамках организации местного самоуправления входит в Орловский муниципальный округ.

## География
Расположено на реке Неполодь в 19 км к северо-западу от Орла.
Через село проходит автодорога Орёл — Знаменское.

## Население
| 2002 | 2010 |
| ---- | ---- |
| 660  | ↘654 |

## История
В селе расположена Никольская церковь, построенная в начале XX века.
В мае 2000 года в Бакланово приезжал Владимир Путин с рабочим визитом в ООО «Маслово».
С 2004 до 2021 гг. в рамках организации местного самоуправления село являлось административным центром Спасского сельского поселения, упразднённого вместе с преобразованием муниципального района со всеми другими поселениями путём их объединения в Орловский муниципальный округ.
В 1963 году села Бакланово 1-е, Бакланово 2-е и Бакланово 3-е объединены в одно село Бакланово.